# Botpuszta
Bot vagy Botpuszta egy 1927-ben Etyekhez csatolt egykori kisközség Fejér vármegye Bicskei járásában a 8108-as út mentén. A két falu akkor Fejér vármegye Váli járásához tartozott. A falu a második világháború után a Szovjet Hadsereg itt-tartózkodása nyomán kihalt. Utolsó őslakosa 1987-ben hunyt el egy autóbalesetben. Ma Etyek nyaralóövezetének számít.

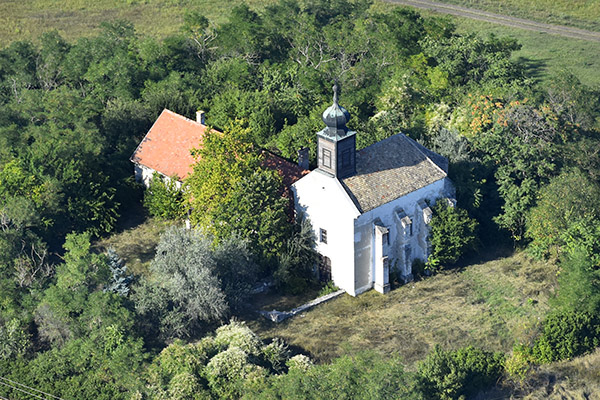
A botpusztai templom légi felvételen

## Nevének eredete
A falu neve a honfoglaláskori török eredetű Bod személynévből alakulhatott.

## Története

### Atörök hódoltságelőtt
Bot település a szomszédos Etyekkel együtt egy a középkorban még fontos, azóta már jobbára elkerült főút mellett terül el. A faluról először 1280-ban olvashatunk egy oklevélben. 1333-ból ismeretes a falu ispotálya és Sarlós Boldogasszonynak ajánlott plébániatemploma, melynek a plébánosát Istvánnak hívják. 1402-ben IX. Bonifác pápa Búcsú tartására ad engedélyt. A templomot a XV. században nagyobbá és díszesebbé építik. Ez a templom a török hódoltság során részben elpusztult. Az időszak nem kímélte a lakosságot sem. Lakosságát elhurcolták, ezután kezdték Botpusztának is hívni a falut. A falu ezután soha nem nyerte vissza a régi fényét.

### A hódoltság után
Az új birtokosok nem siettek újratelepíteni a falut. Sokáig csak állatok legeltetésére használták a területét. Az első fontosabb esemény 1754-ben a Toesch vagy Tosch nevű birtokos nevéhez fűződik, aki kastélyt építtet, és újjáépítteti a romokból a mai kápolnát. 1758-ban a falut megszerzi Sándor Antal gróf. A szlavnicai Sándor-, majd a Sándor–Metternich család egészen 1945-ig földesura a falunak. Antal gróf kezdte meg a falu újra betelepítést. Ugyancsak 1758-ban telepszik meg Boton a nazarénus szerzetesrend. Ők Mária Terézia magyar királynő és fia, II. József haszontalan szerzetesrendek elleni politikája miatt kényszerültek elhagyni a falut. A Sándor grófok magas színvonalú mezőgazdaságot tartottak itt fenn.

### Botpuszta a második világháború után
A második világháború után laktanyát alakítottak ki Botpusztán, amiben először a magyar magyar, majd a szovjet hadsereg állomásozott. Miután ők eltávoztak, a laktanya lakótelepét felújították, és új beköltözők lakják. Az elhagyatott kápolnát 1985-ben újították fel. Egy horgásztó is van a településen. Az Etyeki-patak duzzasztásával hozták létre.

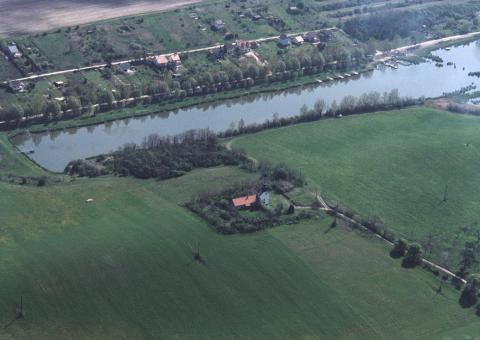
a horgásztó

## Külső hivatkozások
- Botpuszta Etyek község honlapján